# Tenk
Tenk je oklopno vojno vozilo na gusjenicama koje služi za potporu pješaštvu ili djeluje samostalno. Ima glavni top velikog kalibra koji se nalazi na pokretnoj kupoli i dodatne strojnice. Svojim oklopom štiti posadu, a ima mogućnost kretanja po teškim terenima. Glavno je strateško i taktičko oružje u kopnenoj vojsci.
Hrvatski naziv za tenk još je i oklopnik (iako ta riječ u hrvatskom jeziku ima i druga značenja). U 1990.-ima također se javlja i tuđični oblik tank.
Kao vojno sredstvo, tenk se prvo pojavio u Prvom svjetskom ratu kao inovacija britanske vojske i poslužio je u razbijanju rovovskog ratovanja.  U 2. svjetskom ratu, tenk je napravio preporod u ratovanju, i skupa sa zrakoplovstvom stvorili su okosnicu vojnog djelovanja u vojnoj doktrini munjevitog ratovanja (njem. Blitzkrieg) kojeg su usavršili i primjenjivali Nijemci, iako su teoretske osnove postavili Englezi po završetku Prvog svjetskog rata. 

## Povijest razvoja i uporabe

### Prapovijest tenka
Problem napredovanja u napadu je star koliko i sam rat. Ideja o korištenju nekakve pokretne građevine koja bi zaštitila vojsku seže u davnu prapovijest. Grci su imali goleme opsadne kule, Asirci su izumili pokretnu zapreku za strijelce i stari kinezi su imali napravu za zaštitu vojnika na bojištu. Rimsko Carstvo je imalo pokretnu konstrukciju na kotačima koja je na vrhu imala katapult. Htjela se napraviti građevina koja bi zaštitila vojsku od neprijateljskih strijela i topova i razbila kamene bedeme utvrda. Leonardo da Vinci je još u 15. stoljeću konstruirao borbeno vozilo na kotačima pokretano uz pomoć ljudske snage.

### Prvi svjetski rat
Tenk je prvi puta detaljno opisao Herbert George Wells koji u svojoj priči "The Land Ironclads" spominje oklopljeno vozilo koje bi se koristilo u budućim ratovima kako bi probilo neprijateljsku linij. U priči, vozilo se moglo kretat preko svih terena, a bilo je naoružano topom i strojnicama. Uz priču, napravljena je i skica tog vozila. Priča je objavljena u Strand Magazine prosincu 1903. godine. Iste godine Levavasseurov projekt radi skicu oklopnog vozila na gusjenicama, dok se osam godina kasnije, 1911. pojavljuju dva prijedloga, austrijskog inženjera Günthera Burstyna i australskog civilnog inženjera Lancelot de Molea, ali oba prijedloga su odbačena.
Dizajn Günthera Burstyna bio je veoma sličan današnjem izgledu tenkova. Vozilo je imalo samo jedan top, koji je bio ugrađen u rotirajuću kupolu, ali nije mogao dizajnirati gusjenice koje bi nosile tako teško vozilo i postizalo prihvatljive brzine. Svoj ideju "kopnenog broda" je predstavio Vojnom tehničkom zavodu u Beču, gdje su prijedlog odbili. Otprilike u isto vrijeme, Lancelot de Mole je dizajnirao svoje "oklopno gusjenično vozilo" i poslao svoje skice britanskom vojnom kabinetu. Njegova ideja je odbačena, ali nakon Prvog svjetskog rata je nagrađen s 965 funta i 1920. odlikovan Odlikovanjem britanskog carstva.
Tenk se prvi put pojavio u Velikoj britaniji, a kasnije i u Francuskoj i Njemačkoj. Pukovnik E. Sviton je 1914. godine dao ideju o izgradnji stroja na gusjenicama koji će se kretati preko rovova i probijati neprijateljsku liniju,  a svojim oklopom bi štitio posadu i topom uništavao neprijatelja. General J. French je prihvatio ideju i postavio zahtjeve za proizvodnju oklopnog gusjeničkog traktora naoružanog strojnicama koji bi mogao prelaziti preko rova širine 1 metar. Proizvodio se u tvornici traktora  Fosters of Lincon. Prvo je 1915. napravljen prototip koji je osnovan na podvozju američkog traktora Holt koji je nazvan Mali Vili (Little Willie). Već sljedeće godine napravljen je 28 tona teški prototip tenka nazvan Majka (Mother), a vozilo je nazvano tank (cisterna). Dobio je oznaku Mark I i ušao je u serijsku proizvodnju. To je bio prvi tenk. Imao je oblik paralelograma i bio je naoružan s dva topa 57 mm na bokovima i s četiri strojnice. Bio je dugačak 8 metara, širok 4,2, a visok 2,2 metra. Pokretao ga je benzinski motor od 105 KS. Prva uporaba bila je protiv Nijemaca na rijeci Somi 15. studenoga 1916. godine. Napravljene su poboljšane inačice Mark II (1917.) i Mark III i Mark IV (1918.). 
Nijemci su vrlo brzo razvili svoj tenk A7V, koji je također napravljen na podvozju traktora Holt i proizveden je u samo 15 primjeraka. Na bojišnici su se pojavili 1918. Istovremeno s Nijemcima i Francuska je razvila svoje tenkove Schneider, St. Chamond i Reunault koji su isto napravljeni na podvozju traktora Holt. Francuzi su prvi uveli tenk s rotirajućom (360o) kupolom 1917. godine, nazvanog Renault FT laki tenk, u čiju je kupolu ugrađen top. 
Prva tenkovska bitka dogodila se  24. travnja 1918. u Villers-Bretonneuxu, Francuska, gdje su se tri Mark IV tenka borili protiv tri njemačka A7V tenka.
Iako su britanski Mark tenkovi možda preokrenuli tijek rata, prve tenkove obilježili su mehanički problemi, loša pokretljivost i nestabilnost. No, svima je bilo jasno da će tenk igrati važnu ulogu u budućim sukobima. Njemačka strana je naučila lekciju i u Drugi svjetski rat će ući s najjačim oklopnim snagama.

### Razdoblje između dva rata
U razdoblju između Prvog svjetskog i Drugog svjetskog rata nastavio se daljnji razvoj tenkova. Počinju se javljati prve vojne pretpostavke od djelovanju tenkova bez potrebe za pješaštvom. Tu teoriju su podržavali vojni časnici kao Heinz Guderian u njemačkoj, Percy Hobart u Britaniji, Adna R. Chaffee, Jr., u SAD-u, Charles de Gaulle u Francuskoj i Mikhail Tukhachevsky u SSSR-u. Svi su došli do sličnog zaključka, ali u Drugom svjetskom ratu Njemačka je prva uspjela teoriju izvesti i u praksi. Prvi puta je djelovanje tenkovskih jedinica, teškog topništva i jake zračne potpore spojeno u jednu taktiku - Blitzkrieg. Tijekom ovog razdoblja počinju se razvijati i kvalitetniji i jači tenkovi koji su imali veću pouzdanost od svojih prethodnika u Prvom svjetskom ratu. Počinju se proizvoditi tenkovi kao sovjetski T-26, njemački Panzer I i Panzer II, francuski Reunalt R 35, a u proizvodnju i razvoj tenkova su se uključile SAD, Japan i Italija. Tenkovi su dobili konačnu koncepciju, koja se do danas nije promijenila. Tenkovi su bili na gusjenicama, sastojali su se od tijela, okretne kupole i topa koje je montiran u kupolu. Dodane su i suspregnute strojnice. Oklop prednjeg dijela je bio deblji od stražnjeg. Njemačka je svoje tenkove registrirala kao traktore, jer po odredbama Versajskog poretka nakon kapitulacije u Prvom svjetskom ratu nametnutih od strane pobjednika Antante nije smjela imati oklopne snage, a broj vojnika je bio ograničen.
Njemačka, Italija i Sovjetski Savez su eksperimentirali s teškim tenkovima i taktikama tijekom Španjolskog građanskog rata. Njemačka i Italija su opskrbljivali Nacionaliste s vojnom opremom, dok je Sovjetski Savez bio na strani Republikanaca. Španjolski građanski rat bio je kao vojni poligon za isprobavanje i usavršavanje vojne tehnologije koja će se kasnije upotrebljavati u Drugom svjetskom ratu.

### Drugi svjetski rat
Tijekom tog rata sve važnije zaraćene strane su proizvodile svoje tenkove. Kvaliteta tih proizvoda je veoma varirala što se najbolje uočavalo pri njihovim susretima na bojnom polju. Nepobitno najbolje tenkove je gradila Njemačka, dok se na suprotnoj strani kvalitete nalazio Japan. Tenk je masovno upotrebljavan i postao je glavno oružje u kopnenoj vojsci. 
Tijekom Drugog svjetskog rata tenkovi su se znatno poboljšali. Povećana je oklopna zaštita, vatrena moć i pokretljivost. Težina tenka se također povećavala pa je tako najteži tenk imao oko 20 tona. Daljnjim ubrzanim razvojem težina tenka se stalno povećavala i tako do kraja rata dosegla težinu preko 60 tona. Njemačka je po Hitlerovoj naredbi razvila super teški tenk Panzer VIII Miš koji je imao težinu od 188 tona (napravljena su samo dva prototipa zbog velikih troškova). Krajem rata u tenkove se počeo ugrađivati Dieselov motor koji je zbog manje potrošnje znatno povećao domet tenka. Povećan je promjer glavnog topa pa je znatno poboljšana vatrena moć. 
U Drugom svjetskom ratu oklopna vozila postala su ključna za prevlast na bojištu. Tenkovi su se nevjerojatnom brzinom razvijali. Zajedno s njima, razvila su se i protutenkovska oružja, koja su pokazala kako tenk nije toliko neranjiv kako se činilo. Tenk je postalo važno taktičko i strateško sredstvo. Heinz Guderian, taktički teoretičar koji je bio umiješan u formiranje prvih samostalnih njemačkih tenkovskih snaga, je rekao "Gdje je tenk, naprijed je", i ovaj koncept je postao stvarnost u Drugom svjetskom ratu. Od tada tenk može djelovati samostalno. Nakon invazije na Poljsku gdje su tenkovi igrali ulogu zajedno s pješaštvom, kod Bitke za Francusku teške oklopne snage su se zabijale u francusku obranu i jednostavno ju uz zračnu potporu, pregazile. Ta taktika kasnije je nazvana Blitzkrieg ili pravedeno na hrvatski Munjeviti rat. U blitzkriegu se koristila mješovita vojska, kako bi se osigurala taktička fleksibilnost i snaga za pobjedu nad savezničkom vojskom. Francuska vojska, čiji su tenkovi bili snagom isti ili čak superiorniji njemačkim i u kvaliteti i kvantiteti, držala je linijsku obranu u kojoj su oklopne snage bile samo kao potpora pješaštvu. Uz to neznanje, manjkalo im je i radio uređaja u tenkovima i središtima, što je ograničilo njihovu mogućnost odgovora na njemačke iznenadne napade. 
U skladu s taktikom blitzkriega njemački tenkovi mogli su pozvati i blisku zračnu potporu za uništavanje važnih ciljeva ili ostaviti taj dio pješaštvu. Usporedno s razvojem tenkova, razvila se i motorizacija pješaštva, koje je sada moglu djelovati usporedno s tenkovima i osiguralo stvaranje pokretnih kombiniranih jedinica. Poraz glavnih francuskih vojnih jedinica u par tjedana šokirao je ostatak svijeta. Rezultat je bio naglo razvijanje tenka i protutenkovskog oružja. 
U Sjevernoafričkoj kampanji istaknuta je mobilnost i korisnost tenkovskih snaga u većinom nenaseljenom području. Također, ovo bojište je pokazalo i veoma važnu ulogu logistike, osobito oklopnih snaga, kao upozorenje jedninicama, njemački Afrički korpus i britanska vojska, često su se napadali i zarobljavali vlakove s opremom, što je dovelo do bezizlaznog položaja. Ova situacija nije bila riješena sve do 1942., kada se tijekom Druge bitke kod El Alameina, Afrički korpus, oslabljen pomutnjom u svojim opskrbnim redovima, zaustavljen u daljnjem napradovanju prema Egiptu, od strane britanske 8. armije. Njemačke snage su se sve više povlačile, a bitka je završila pobjedom savezničkih snaga i predajom ostalih njemačkih i talijanskih snaga u Tunisu.
Njemačka invazija na Sovjetski Savez, Operacija Barbarossa, počela je razvojem sovjetskog superiornog tenka, T-34. Nepripremljenost sovjetskih snaga na njemački iznenadni napad, mehanički problemi, loše istrenirane posade i nesposobno vodstvo dovelo je do problema da sovjetske oklopne snage budu okružene i uništavane u velikim razmjerima. Kako bilo, miješanje Adolfa Hitlera, geografski položaj sukoba, jaki otpor sovjetskih trupa, broj ljudstva i proizvodnja tenkova spriječilo je ponavljanje Blitzkrieg taktike iz 1940. Usprkost velikom početnom uspjehu njemačkih jedinica protiv Sovjeta, Nijemci su bili suočeni s neefikašnoću njihovog Panzer IV tenkova i njihovog topa u uništavanju sovjetskih tenkova, pa su Nijemci bili primorani dizajnirati i proizvoditi jače i mnogo skuplje Panther i Tiger tenkove. Usporedno s Nijemcima, Sovjeti su pojačali svoje T-34 tenkove, radili samohodne protutenkovske topove kao SU-152 čime su počeli odbijati njemačke snage i pripremat se na završni marš na Njemačku. Pred kraj rata doveli su na bojište i IS-2 tenkove.
Kada su SAD ušle u Drugi svjetski rat, proizvodni kapaciteti omogućili su joj brzu konstrukciju tisuće relativno jeftinih M4 Sherman tenkova. Sherman je bio uzdanica i formirao je velike dijelove anglo-američke kopnene vojske, ali u borbama tenkova protiv tenkova nije mogao konkurirati njemačkim Panther ili Tiger tenkovima. Brojčana i logistička nadmoć bili su ključ uspjeha saveznika u Bitci za Normandiju. Pojačana inačica M4 Sherman tenka sa 75 mm M1 topom je uvedena kako bi se povećala vatrena moć Shermana, ali sve ostalo (oklop i pokretljivost) je ostalo isto.
Tenkovska tijela su bila i mijenjana kako bi se proizvodio tenk s bacačem plamena, samohodno raketno topništvo i oklopna vozila za popravke, uključujući i čistaće mina i nosače pokretnih mostova. Dizajnirani su i posebni samohodni topovi u izvedbama lovca tenkova koji su bili jeftiniji za proizvodnju od tenkova. Često su nosili teške topove koji su bili ugrađeni na tijelo tenka ili nepokretnu kupolu. No postavljanje topa u pokretnu kupolu kod tenkova pokazalo se taktički bolje, jer je omogućavalo brže gađanje mete, bez obzira u kojem se položaju nalazi tijelo tenka. U Drugom svjetskom ratu odvila se bitka kod Kurska najveća tenkovska bitka u povijesti u kojoj je sudjelovalo preko 5000 tenkova. 
Poveznice za tenkove poredane prema državama:
- Njemački tenkovi u Drugom svjetskom ratu

- Sovjetski tenkovi u Drugom svjetskom ratu

- Britanski tenkovi u Drugom svjetskom ratu

- Američki tenkovi u Drugom svjetskom ratu

- Talijanski tenkovi u Drugom svjetskom ratu

- Francuski tenkovi u Drugom svjetskom ratu

- Japanski tenkovi u Drugom svjetskom ratu

### Tenkovi u sukobima poslije 2. svjetskog rata
Tijekom hladnog rata i utrci u naoružanju između država članica NATO pakta i Varšavskog pakta osigurao se brz razvoj tenkova na obje strane. Razvoj se nastavio u smjeru kakav je bio započet krajem Drugog svjetskog rata. Velike kupole, sposobna i pouzdana suspenzija, poboljšani motori, nagnuti oklop i topovi velikog kalibra (90 mm ili veći) bili su standard za tadašnje tenkove. Uz ova obilježja, u tenkove su se ugrađivali SUP-ovi (sustav upravljanja paljbom), žiroskopskom stabilizacijom topa, uređaji za komunikaciju (primarno radio), laserski daljinomjeri i infracrveni noćni vizori. Time se omogućilo da tenk teoretski može djelovati u svim vremenskim uvjetima. S poboljšanjem oklopa, razvila su se i učinkovitija protutenkovska sredstva, pogotovo protutenkovske navođene rakete kao npr. TOW.
Drugi svjetski rat pokazao je da brzina lakih tenkova ne može zamijeniti oklopnu i vatrenu moć teških tenkova, a isto tako je pokazao da su teški tenkovi ranjivi isto toliko koliko i oni srednje teški tenkovi. Srednji teški tenkovi su sada postali glavni borbeni tenkovi (MBT), koji su kombinirali sve mogućnosti i zadaće modernih tenkova na bojištu.
Serijska proizvodnja tenkova je nastavljena jako agresivno, tako da su se pojedini modeli tenkova gradili i u više od 50.000 komada. Iz tog razloga, mnogi od tih tenkova su i nakon hladnog rata ostali u aktivnoj službi u mnogim zemljama svijeta. Tenkovi kao britanski Centurion i sovjetski T-54/55 koji su u službi od 1946. godine i američki M48 koji je u službi od 1951. često se nazivaju prvom generacijom tenkova. T-55 se proizveo u više od 50.000 primjeraka i smatra se najboljim tenkom toga vremena. U ovoj seriji se pojavljuju i T-64, prvi serijski tenk s automatski punjenim topom i posadom od 3 člana. Oklop je postao nagnut ili višeslojan, što je povećalo zaštitu. Zapadni tenkovi imaju top kalibra 105 mm koji postaje standard u NATO-u, a istočni top 100 mm. U uporabu je ušlo HEAT streljivo. Većina tenkova ima četiri člana posade. Razvojem Dieselova motora, koji je u odnosu na benzinski bolji zato što ne eksplodira i štedljiviji je, ugrađivni su Dieselovi motori. Svi tenkovi (osim nekim manjih izuzetaka) u Drugom svjetskom ratu imali su benzinske motore, što je zbog lake eksplozije benzina pri proboju oklopa bilo jako opasno i smrtonosno za posadu. 
Poslije II. Svjetskog rata konstruiraju se savršeniji tenkovi (tenkovi prve generacije):
- sovjetski T-55, T-62 i T-64
- njemački Leopard 1,
- američki M48 Patton, M60 Patton,
- britanski Chieftain,
- francuski AMX-30,
- japanski Tip 74.

Sovjetski stručnjaci su veliku pozornost davali pokretljivosti, dok su zapadni stručnjaci smatrali da je tenk vozilo koje ima veliku oklopnu zaštitu i vatrenu moć, a pokretljivost mu nije toliko važna. Tako su zapadni tenkovi za otprilike 10 – 15 tona teži od istočnih. Nakon tenkova prve generacije, razvijaju se još bolji, druge generacije. Primjer tenkova druge generaciju su sovjetski T-72, njemački Leopard 2, američki M1 Abrams i britanski Challenger 2. Razvijen je novi višeslojni (sendvič) (engleski: Chobham) oklop koji se sastoji od više slojeva materijala različitih svojstva, kao i nova vrsta oklopa, ERA (eksplozivno-reaktivni oklop). Povećani su promjeri cijevi topa, pa je standard za NATO tenkove postao 120 mm top, dok za sovjetske 125 mm top. Tenkovi kao T-90 imaju i ugrađen aktivni sustav zaštite ARENA od vođenih projektila. 
Kasnije se razvijaju moderniji tenkovi (tenkovi druge generacije) koji su u službi do danas. To su:
- sovjetski T-72, T-80 i T-90
- njemački Leopard 2,
- američki M1 Abrams,
- britanski Challenger 2,
- francuski Leclerc,
- japanski Tip 90.
- izraelska Merkava (jedini MBT s motorom sprijeda)

### 21. stoljeće
Razvoj tenkova je nastavljen, ali zbog raspada SSSR-a, utrka za naoružanjem je prekinuta. Postavljaju se novi standardi za moderne tenkove, a razmatra se i ugradnja većih topova (140 mm u zapadnim zemljama, 152 mm ili 135 mm u Rusiji). Javio se problem urbanog ratovanja, u kojem je tenk laka meta, a ima smanjene mogućnosti djelovanja zbog nepreglednog bojišta. Zato se ugrađuju posebni dodaci na oklop i protuminska zaštita kako bi se povećala sigurnost posade i tenka. Unaprijeđen je i komunikacijski i navigacijski sustav kako bi se olakšalo logističko djelovanje i osigurala veza sa zapovjedništvom. Toplinski i radarski odraz su postali ključan faktor u preživljavanju, jer razvojem navođenih protutenkovskih projektila, koji cilj napadaju odozgo, tenkovi su postali jako ranjivi. U suvremenom ratovanju, tenk je najsnažnije i najskuplje sredstvo kopnene vojske i jednostavno je nezamjenjiv.

### Tenkovi u Domovinskom ratu
U Domovinskom ratu su se koristili uz tenkove vlastite proizvodnje uglavnom sovjetski tenkovi. Bilo je i tenkova iz Drugog svjetskog rata pa se tako u Armiji BiH i u Hrvatskoj vojsci našlo nekoliko M4 Shermana i M18 Hellcata. Tenk T-55 bio je najrasprostranjeniji i činio je 60% tenkova JNA. Koristili su se i tenkovi T-72 i njegove inačice.
Tenkovi koji su korišteni u Domovinskom ratu:
- M4 Sherman
- M18 Hellcat
- T-34
- T-55
- T-72
- M-84

Tijekom završnih borbi u deblokadi Dubrovnika, hrvatski su tenkisti iz sastava 1. gardijske brigade "Tigrovi" s tenkom T-55 iz drugog hitca uspjeli pogoditi jugoslavensku topovnjaču koja se kretala između Cavtata i Mrkana. Nakon što je pogođen, brod je jedva uspio promijeniti kurs i pobjeći u zaklon.[nedostaje izvor]

### Vojne taktike
Tenk je jedno od najvažnijih komponenti u Munjevitom ratu  (Blitzkrieg). Ova taktika uključuje korištenje sva tri roda vojske (pješaštvo, zrakoplovstvo i oklopništvo) kako bi se u što kraćem vremenu pobijedio neprijatelj.

## Dizajn i konstrukcija

### Dizajn, dijelovi, posada
Osnovni dijelovi tenka su:
- tijelo tenka
- kupola
- glavni top
- gusjenice
- motor

Posada tenka (4 ili 3 člana)
- zapovjednik
- vozač
- topnik
- punitelj topa (u novim tenkovima posao punitelja topa obavlja automatski punjač topa)

### Oklop
Konstrukcija oklopnog tijela je složena i specifična jer mora zadovoljavati sljedeće zahtjeve:
- minimalni gabariti,
- optička neuočljivost,
- visoka tvrdoća, čvrstoća i žilavost materijala oklopa,
- dobra hermetičnost,
- tehnološka prilagodljivost za serijsku proizvodnju i
- sigurna zaštita od uništenja posade i dodatnih uređaja od puščane i strojničke vatre sa svih udaljenosti za sve kutove u području od 45° kao i od topa vlastitog kalibra s udaljenosti 1500 do 2000 m.

Oblik oklopnog tijela najviše ovisi o:
- vrsti podvozja motornog vozila na koje se oslanja,
- vrsti naoružanja na oklopnom tijelu i
- potrebnom broju članova posade

Tipovi oklopne zaštite
Poseban problem kod projektiranja oklopa predstavlja izbor materijala koji je usko povezan s masivnošću oklopa. Današni oklopi s obzirom na upotrebljavane materijale mogu se podijeliti na četiri tipa:
1. Homogeni oklopi
Do sada su najčešće korišteni isključivo metalni homogeni oklopi od čelika, aluminija i titanija koji moraju imati visoku otpornost na proboj. Mogu se dobiti valjenjem, lijevanjem ili kovanjem.
2. Dvoslojni oklopi
Dvoslojni oklopi sastoje se od dva međusobno spojena metalna sloja različitih debljina i karakteristika, gdje je prvi sloj visoke tvrdoće i ima visoku otpornost na proboj, a drugi je visoke žilavosti i sprječava stvaranje pukotina nakon udara projektila.
3. Višeslojni oklopi
Kumulativni projektili predstavljali su velike probleme za oklopna vozila šezdesetih godina, a djelovanje je bilo pogubno za posadu. Iz potrebe efikasne zaštite razbijaju se tzv. "sendvič" všeslojni oklopi. Najprije se između dviju čeličnih ploča stavljao poliureten ili neki drugi materijal na bazi plastike. Prednja ploča aktivira projektil i biva probijena, a u drugom sloju najveći dio energije troši se na topljenje plastike pa unutarnja pancirna ploča ostaje netaknuta ili neznatno oštećena. Kasnijim razvojem ovakvog oklopa pokušava se umjesto plastike s cementnim pijeskom, pečenom opekom i keramičkim pločicama.
4. Aktivni oklopi
Karakteristika ovakvih oklopa je veći broj eksplozivnih kutija koje se postavljaju na vanjskim najosjetljivijim dijelovima oklopa. Eksploziv u kutijama se aktivira prilikom udara projektila i snagom eksplozije sprječava formiranje kumulativnog mlaza.

Oklopna zaštita tenkova kroz povijest:
| Razdoblje       | I. svjetski rat                  | II. svjetski rat       | Doba hladnog rata                             | 1990. godine do danas                            |
| Tenk            | Mark 1                           | T-34                   | AMX-30                                        | M1 Abrams                                        |
| --------------- | -------------------------------- | ---------------------- | --------------------------------------------- | ------------------------------------------------ |
| Vrsta oklopa    | homogeni, zavarene čelične ploče | homogene čelične ploče | homogeni čelik + ekspolzivno- reaktivni oklop | višeslojni oklop + ploče od osiromašenog uranija |
| Debljina oklopa | 6 – 12 mm                        | 70 mm                  | 133 mm                                        | do 1000 mm (efektivna debljina)                  |

Uz oklop moderni tenkovi imaju i sustav aktivne zaštite koji se sastoji od ometala laserskih zraka vođenih protuoklopnih raketa i otkrivanja laserskih zraka. S ovim sustavom se smanjuje vjerojatnost pogotka vođene rakete i dobiva učinkovitija zaštita od najveće ugroze suvremenog tenka, protuoklopnih vođenih raketa koje tenk pogađaju odozgo. Ona u većini slučajeva uništi tenk ili napravi velika oštećenja.
Oklop se kroz povijest tenka postavljao pod sve manjim kutom. Prvi tenkovi imali su previše okomito postavljenih ploha pa je oklopna zaštita bila manja. Kod modernog tenka prednja strana tijela je postavlijena pod malim kutom što povećava ukupan put projektilu kod probijanja oklopa. Time su se dobile debljine oklopa veće od 1000 mm. Prednja strana je i zašiljena što povećava vjerojatnost da se kod udara granate u oklop, ona odbije (sklizne) od trupa. U moderno vrijeme sve se više pažnije pridodaje izgledu kupole. Tako je kupola Leoparda 2 sprijeda zašiljena kako bi se povećala mogućnost da granata sklizne niz oklop. 
Usprkost tome što su tenkovi na prvi pogled neranjivi, tenkovi su podložni protutenkovskim aritiljerijama, helikopterima i zrakoplovima, drugim tenkovima i protuoklopnim minama, napadima pješačkog protutenkovskog naoružanja u urbanim borbama i protuoklopnim vođenim raketama.

### Naoružanje
U I. svjetskom ratu tenkovi nisu imali teškog naoružanja veću su bili opremljeni s nizom strojnica. Kasnijim razvojem kao glavno oružje tenkova pojavljuje se top koji je najčešće bio postavljen na rotirajuću kupolu. Tijekom Drugog svjetskog rata neki modeli su imali uz glavni top u kupoli i dodatni top (npr. francusku Char B1, britanski Vickers A1E1 Independent) koji je bio smješten s prednje strane tenka.
Isto tada određeni broj tenkova bio je modificiran u bacače plamena (M4 Sherman), a najviše su se koristili na pacifičkom bojištu protiv japanskih otočkih utvrđenja.
Tenkovi koji su razvijeni prije i za vrijeme Drugog svjetskog rata nisu mogli djelovati noću zbog nepostojanja termovizije. Da bi ispalili granatu trebali bi stati ili barem usporiti. Ciljalo se ručno uz pomoć periskopa. Top je bio stabiliziran u samo jednu ravninu, a vjerojatnost pogađanja bila je vrlo mala. Nakon Drugog svjetskog rata u tenkove se počinju ugrađivati sve sposobniji sustavi za upravljanje paljbom (SUP). Moderni SUP omogućuje tenku gađanje iz pokreta u nepokretne i pokretne mete uz veliku vjerojatnost pogađanja prvom granatom, vojno djelovanje u svim vremenskim uvjetima i automatsko praćenje mete. Današnji topovi i kupole su stabilizirane u dvije ravnine i pokretani su s elektromotorom.
Danas se tenkovsko naoružanje sastoji od glavnog topa koji je kod modernijih tenkova kalibra oko 120 mm. Uz glavno naoružanje moderni tenkovi imaju jednu ili više strojnica, a neki imaju i minobacač (npr. izraelska Merkava IV).
Danas se uz klasične nevođene tenkovske granate pojavljuju i vođeni projektili koji se uz određene preinake sustava punjenja ispaljuju iz glavnog topa.
Naoružanje tenkova kroz povijest
| Razdoblje            | I. svjetski rat   | II. svjetski rat | Doba hladnog rata             | 1990. godine do danas       |
| Tenk                 | Mark 1            | T-34             | AMX-30                        | M1 Abrams                   |
| -------------------- | ----------------- | ---------------- | ----------------------------- | --------------------------- |
| Promjer glavnog topa | 2x 57 mm          | 76,2 mm          | 105 mm                        | 120 mm                      |
| Sekundarno oružje    | 4x 8 mm strojnice | 2x 7,62          | 7,62 mm strojnica i 20 mm top | 7,62 mm i 12,7 mm strojnice |

### Pokretljivost
Tenk se od svojeg nastanka kretao na gusjenicama. Prvi tenkovi imali su brzinu malo veću od ljudskog hoda (ne više od 15 km/h. Daljnjim razvojem motora ta se brzina povećala. Današnji moderni tenkovi imaju omjer snage i težine oko 25 KS/t. Prosječna brzina je oko 65 km/h. Ta brzina se pokazala sasvim dovoljna za kvalitetno djelovanje tenka na terenu. Zbog male težine ruski tenkovi su pokretljiviji od zapadnih.
Zbog uporabe gusjenica, a ne kotača, tenkovi se mogu kretati po svim vrstama terena, stvarajući vrlo mali pritisak na tlo jednak ljudskom. Relativna brzina tenka po terenu je 40 km/h a po cesti oko 70 km/h. Radi usporedbe većina operacija blitzkrieg je obavljeno brzinom prodora od 5 km/h što je brzina ljudskog hoda.
Pokretljivost tenkova kroz povijest:
| Razdoblje          | I. svjetski rat | II. svjetski rat | Doba hladnog rata | 1990. godine do danas |
| Tenk               | Mark 1          | T-34             | AMX-30            | M1 Abrams             |
| ------------------ | --------------- | ---------------- | ----------------- | --------------------- |
| Vrsta motora       | benzinski motor | Dieselov motor   | Dieselov motor    | plinska turbina       |
| Snaga motora       | 105 KS          | 500 KS (373 kW)  | 720 KS (529,5 kW) | 1500 KS (1100 kW)     |
| Težina             | 28,4 tona       | 30,9 tona        | 37 tona           | 69,54 tona            |
| Omjer snaga/težina | 3,7 KS/t        | 16,2 KS/t        | 18,91 KS/t        | 21,6 KS/t             |
| Najv. brzina       | 6,5 km/h        | 55 km/h          | 65 km/h           | 67,60 km/h            |
| Domet              |                 | 465 km           | 600 km            | 426 km                |

### Pogon
Prvi tenkovi su kao pogon koristili benzinske motore koji su imali veliku potrošnju goriva i mali domet (do 100km). Najveći nedostatak benzinskih motora je laka zapaljivost. Takav motor čini tenk dodatno nesigurnim jer prilikom udara granate i pogotka u motor, tenk eksplodira.
U Drugom svjetskom ratu u tenkove se počinju ugrađivati Dieselovi motori koji su pouzdaniji i imaju malu potrošnju pa im se i domet povećao (do 700 km). Danas u većinu modernih tenkova ugrađen je Dieselov motor snage od 800 do 1500 KS. Najpoznatiji proizvođač Dieselovih motora za tenkove je njemačka tvrtka MTU. Motori te tvrtke se smatraju najkvalitetnijim u svijetu. Zbog lakše uporabe tenka na ratištu razvijeni su i višegorivi Dieselovi motori koji osim dizelskog goriva mogu puniti i benzinsko gorivo s malo oktana. 
Kasnije se pojavila višegoriva plinska turbina kao pogon ali nije imala velik uspjeh. Plinska turbina ima duži vijek trajanja, ali joj za rad treba 4 puta više zraka od klasičnih Dieselovih motora. 
Snaga tenkovskih motora u usporedbi s ostalim vozilima:
| Vozilo                                          | Izlazna snaga     | Omjer snaga/težina |
| ----------------------------------------------- | ----------------- | ------------------ |
| Auto: Toyota Camry 2.4L                         | 158 KS            | 106 KS/t           |
| Sportski auto: Lamborghini Murciélago 6.5L      | 640 KS            | 383 KS/t           |
| Glavni borbeni tenk (MBT): Leopard 2, M1 Abrams | 1500 KS (1100 kW) | 24,2, 24,5 KS/t    |
| Lokomotiva: SNCF Klasa T 2000                   | 2581 KS           | 11,5 KS/t          |

### Senzori
Na kupoli su postavljeni senzori za vjetar koji šalju podatke balističkom računalu o smjeru i brzini vjetra kako bi ono prilagodilo izračune oko skretanja granate s početne plutanje. Postavljeni su i senzori za otkrivanje laserskih zraka i njihovo ometanje. U spremištu za streljivo nalaze se senzori za očitavanje temperature radi sprječavanja pregrijavanja i moguće eksplozije. 

### Toplinski, radarski, zvučni i seizmički odraz
Sve više pažnje na suvremenom tenku se pridodaje neprimjetnosti na bojištu. Zbog tenkovskog toplinskog, radarskog, zvučnog i seizmičkog odraza tenk je lako primjetan i laka meta protuoklopnih raketa i drugih neprijateljskih borbenih vozila. Stari tenkovi su bili bučni, širili su seizmičke vibracije i zbog toga ih je bilo vrlo lako otkriti i uništiti.
- Toplinski odraz ostavlja svaki tenk zbog rada svog motora. To je velika mana tenka jer se lakše može locirati uz pomoć toplinskih senzora. Neki tenkovi imaju ugrađena višestruko hlađenja ispuha pa se s tim smanjuje toplinski odraz.
- Radarski odraz tenka pokušava se umanjiti upotrebom glatkog oklopa i posebnim premazima koji upijaju radarsko zračenje.
- Zvučni odraz tenka smanjuje se posebnim utišivačima ispuha i materijalima koji upijaju zvučne vibracije motora.
- Seizmički odraz ima svaki tenk zbog svoje velike težine. Kako bi se smanjio,  na gusjenice se postavlja guma koja smanjuje prenošenje vibracije s tenka na tlo.

## Vrste tenkova
Od svog nastanka 1915. i prve borbene uporabe u bici na Somi (15. rujna 1916.) tenkovi su se razvijali u dva glavna pravca. Jedan je zagovarao gradnju relativno lakih tenkova sa samo jednom kupolom koji su imali izbalansiran odnos paljbene moći, oklopne zaštite i pokretljivosti. Protivnici tog pravca isticali su da takvi "laki" tenkovi nemaju ni dovoljno paljbene moći da ozbiljnije ugroze neprijatelja zaštićenog fortifikacijama, ni dovoljnu razinu oklopne zaštite da osiguraju preživljavanje posadama. Zbog toga su zagovarali razvoj teških tenkova koji bi imali malu brzinu kretanja, ali bi taj nedostatak nadomještali visokom razinom oklopne zaštite i golemom paljbenom moći. Ona bi se, po njihovom mišljenju, trebala ostvarivati ugradnjom većeg broja topova i teških strojnica. Tipični prijedlozi predviđali su postavljanje tri do čak pet kupola. Iskustva iz Prvog svjetskog rata pokazivala su da su za ofenzivne operacije znatno pogodniji laki i srednji tenkovi zbog brzine i prohodnosti, a da su teški tenkovi učinkovitiji u defenzivnim zadaćama. Suparništvo između te dvije struje održat će se do kraja tridesetih godina dvadesetog stoljeća.
- Brzi tenk - tenk koji ima brzinu veću od 70 km/h i veliku pokretljivost. Razvijen je u Velikoj Britaniji i Francuskoj.

- Laki tenk - laki tenk je razvijen tijekom Drugog svjetskog rata. Odlikuje ga velika paljbena moć, mala težina i dobra pokretljivost. Zbog svoje male težine može imati i dobre amfibijske sposobnosti. Laki tenk se počeo koristiti u Drugom svjetskom ratu kao okretno vozilo za izviđanje koje je imalo dobru pokretljivost i kao izravna potpora pješaštvu. Jedan od najpoznatijih lakih tenkova je francuski AMX-13. Proizveden je na kraju Drugog svjetskog rata, a još uvijek se koristi u nekim vojskama. Lake tenkove su poslije Drugog svjetskog rata zamijenila oklopna vozila BMP (Borbeno vozilo pješaštva) koji su osim izviđanja mogli prevesti i jednu pješačku jedinicu od 10 vojnika.

- Srednji tenk - srednji tenkovi su kombinacija lakih i teških tenkova. Imaju dobar omjer pokretljivosti, oklopne zaštite i vatrene moći. Mogu poslužiti u mnogim ratnim zadacima kao potpora pješaštvu, topnička potpora i kao lovac tenkova. Za vrijeme Drugog svjetskog rata napravljen je najveći broj ovih tenkova a najbrojniji su bili sovjetski T-34 kojih je proizveden u 57.000 i američki M4 Sherman u 49.000 komada. Bili su najbrojnija porodica tenkova. Sudjelovali su skoro u svim važnijim bitkama u Drugom svjetskom ratu. Iz ovih tenkova su se kasnije razvili glavni borbeni tenkovi (MBT).

- Teški tenk - teški tenkovi su razvijeni kako bi ispunili potrebu za ofenzivnim tenkom koji bi probio neprijateljsku liniju i preživio napad neprijateljskoga topništva i tenkova. No zbog svoje velike mase više su korišteni u defenzivnim operacijama.  Najveći problem teških tenka bila je otežana pokretljivost i zbog svoje velike mase teško su se prevozili na bojište. Kako su se sve više u bitkama koristili tenkovi, napravljeni su teži tenkovi s jačim oklopom i jačom paljbenom moći kako bi bez većih problema uništavali protivničke. Prvi uspješniji teški tenkovi bili su njemački Tiger 1 i  sovjetski IS-1 i .

- Super teški tenk - super teški tenk je razvijen kao nepobjediva ratna mašina ogromne vatrene moći, jakog oklopa i velikih dimenzija. Većina tih tenkova imala je preko 80 tona, a pokušali su se razviti i teži od 1000 tona. Ovi tenkovi nikad nisu ušli u veću serijsku proizvodnju, a neki su ostali samo crteži na papiru. Imali su teškoga topništva topove katkad promjera većeg od 155 mm. Super teški tenk je zamišljen kao nepobjedivi ratni stroj koji bi uništavao sve pred sobom. Kao pravi primjer tog tenka su crteži i planovi za izgadnju Landkreuzer P. 1000 Ratte koji je trebao imati težinu od 1000 tona, dužinu od 35 metara i oko 20 članova posade.

### Moderne vrste od 1950 do danas
- MBT - MBT (Main battle tank) ili glavni borbeni tenk je suvereni tenk koji je postao glavno oružje u svim kopnenim vojskama svijeta. Razvio se iz srednjeg tenka, kao potreba izgradnje suvremenog tenka koji će moći obavljati velik broj različitih zadataka (obrana, napad, potpora pješaštvu, borba tenk protiv tenka itd.). Ovaj tenk objedinjuje oklopnu zaštitu, vatrenu moć i pokretljivost. Svojim topom uništava neprijateljske tenkove, bunkere, ljudstvo i ostala oklopna vozila.

## Zemlje konstruktori tenkova
- Rusija
- Ukrajina
- SAD
- NR Kina
- Indija
- Iran
- Japan
- Pakistan
- Francuska
- Njemačka
- Italija
- Izrael
- Južna Koreja
- Brazil
- Argentina
- Švedska
- Poljska
- Ujedinjeno Kraljevstvo
- Srbija
- Hrvatska

## Vanjske poveznice
- Tenk Hrvatska encikopedija
- Tank Britannica (en)
- Oklopna vozila Hrvatska tehnička enciklopedija, portal hrvatske tehničke baštine. LZMK